# غوانسرغوان
غوانسرغوان (بالإنجليزية: Goinsargoin)‏ هي منطقة سكنية تقع في الصين في أزمة التبت والصين. يقدر عدد سكانها بـ
- نسمة .